# 叶简明
叶简明 (1977年6月5日—) ，原名叶建明，企业家，全球五百强企业前中国华信能源董事长。香港中华能源基金委员会理事局前主席、中国文化院理事会前主席。被财富杂志评选为世界500强中国公司最年轻掌门人。
叶简明的业务遍及世界各地，尤其与捷克在金融、核电及能源产业的投资并购关系密切，还出任「捷克与中国经济外交与投资事务顾问」，使捷克在中国「一带一路」的计划中占据了战略要地。

## 生平
1977年出生在福建建瓯县，原籍福建浦城县。
1992年凭借人脉帮助一位陷入困境的香港商人解决地产交易赚得第一桶金。后又凭借厦门华航石油有限公司的公开拍卖拿到石油贸易牌照进军石油业。
2002年，创立中国华信能源有限公司。
2009年，在上海设立中国华信总部。
2013年，在捷克设立中国华信欧洲总部。
2015年其营收已经接近中海油的三分之二，是中国最大的非国有能源公司。
2018年3月1日据财新网消息称，中国华信能源有限公司董事局主席叶简明近期已被有关部门调查。据香港南华早报报道，叶简明是在中共中央总书记习近平的亲自授意下被拘留审问的。他行贿的对象有王三运和胡怀邦。
叶简明曾接受捷克媒体采访时透露，自己大部分时间住在上海和香港，“因为夫人和孩子特别喜欢布拉格的氛围，所以也在布拉格购置了房子安了家。”

## 家庭成员
- 祖父：叶柳春，船工。2013年去世。[6]
- 父亲：叶乃清，船工。
- 妻子：吴丽琼。